# Sakhuwa Dhamaura
Sakhuwa Dhamaura – gaun wikas samiti w środkowej części Nepalu  w strefie Narajani w dystrykcie Rautahat. Według nepalskiego spisu powszechnego z 2001 roku liczył on 1555 gospodarstw domowych i 8860 mieszkańców (4305 kobiet i 4555 mężczyzn).